# Cuban Missile Crisis: The Aftermath
Cuban Missile Crisis: The Aftermath, également connu sous le nom de The Day After: Fight for Promised Land et connu en Russie sous le nom de La Crise de Cuba (Карибский кризис) est un jeu vidéo de tactique en temps réel publié par 1C Company. Utilisant le moteur de Blitzkrieg de Nival Interactive, le jeu est une uchronie basée sur la crise des missiles de Cuba pendant la guerre froide, laquelle aurait dégénérée en une Troisième Guerre mondiale.

## Scénario
En 1962, la crise des missiles de Cuba éclate, un avion de reconnaissance américain Lockheed U-2 est abattu par la défense anti-aérienne soviétique, menant à une guerre nucléaire. L'URSS envahit l'Europe et le Moyen-Orient, défendus par la France et l'Allemagne, alors que les populations civiles européennes sont évacuées en Afrique centrale. Les Anglo-Américains tentent de défendre le peu de territoires non-irradiés restants en Amérique du Sud et en Afrique du Sud, alors que dans le même temps la république populaire de Chine déclare la guerre aux Soviétiques et envahit l'Asie.
Les factions tentent d'éviter un hiver nucléaire causé par les armes de destruction massives qui pourrait toucher l'ensemble de l'hémisphère nord.

## Factions jouables
- Alliance anglo-américaine (également dénommée « Alliance Atlantique ») : alliance militaire fondée entre ce qui reste des États-Unis et du Royaume-Uni.
- Alliance franco-allemande (également dénommée « Alliance européenne ») : alliance militaire entre la France et l'Allemagne de l'Ouest, rejointe par l'Italie et la Scandinavie. Combat en Europe et en Afrique.
- URSS : faction la plus puissante du jeu. À noter l'utilisation de chars expérimentaux qui n'ont jamais été mis en service dans la réalité, tels que l'Obyekt 279.
- Chine : s'aligne au début de la guerre avec l'URSS afin de défaire les forces américaines aux Philippines. Pékin est détruite en représailles par des missiles nucléaires américains. Mao Zedong et les autres cadres du PCC sont renversés lors d'une révolution. Dans la première campagne, l'armée chinoise envahit la Sibérie avant dans la troisième campagne d'envahir le Viêt Nam et l'Indonésie protégés par les alliances occidentales.

## Système de jeu
Tout comme Blitzkrieg, les batailles se déroulent sur un terrain en 3D avec une vue isométrique. Le moteur graphique inclut des saisons, des zones climatiques et des conditions de temps qui peuvent affecter la façon de jouer.
À la noter la présence d'hélicoptères de transport et de missiles sol-air. Les soldats et les équipages de chars ne disposant pas de protection NBC sont gravement exposés dans les villes irradiées.

## Extensions
- Cuban Missile Crisis: Ice Crusade (2010)

## Accueil
| Cuban Missile Crisis: The Aftermath |      |       |
| Média                               | Pays | Notes |
| GameSpot                            | US   | 69 %  |
| Jeuxvideo.com                       | FR   | 9/20  |
| Joystick                            | FR   | 2/10  |
| PC Gamer US                         | US   | 35 %  |
| Compilations de notes               |      |       |
| Metacritic                          | US   | 59 %  |